# Lovely to Look At
Lovely to Look At ist ein Lied aus dem Musicalfilm Roberta, komponiert von Jerome Kern, getextet von Dorothy Fields, gesungen von Irene Dunne. Roberta geht auf Jerome Kerns gleichnamiges Broadway-Musical zurück, jedoch komponierte Kern für den Film zwei zusätzliche Songs, nämlich The Way You Look Tonight und eben Lovely to Look At.
Das Lied ging mit einer Nominierung als „Bester Filmsong“ in die Oscarverleihung 1936, musste sich jedoch Lullaby of Broadway aus dem Film Die Goldgräber von 1935 geschlagen geben.
Lovely to Look At wurde mehrfach gecovert, beispielsweise vom Eddy Duchin Orchestra, von Oscar Peterson, sowie auch von Marge & Gower, von Leo Reisman & His Orchestra, von Meet Joe Black, Ray Conniff, Ann Miller, Stanley Black & his Orchestra, The Street Singer, Guy Lombardo, Smith Ballew & HO, Ampico Lexington sowie Howard Keel, Benny Goodman, Bert Ambrose, Ziggy Elman, Fred Astaire, Tex Beneke, Morey Feld, Oscar Peterson, David Allyn, Urbie Green  und weiteren Interpreten.
Auch in der Neuverfilmung Männer machen Mode (1952) von Mervyn LeRoy wurde der Song gespielt.